# Cosqueville
Cosqueville is een plaats en voormalige gemeente in het Franse departement Manche in de regio Normandië en telt 491 inwoners (1999). De plaats maakt deel uit van het arrondissement Cherbourg.

## Geschiedenis
Op 1 april 1973 gingen de gemeenten Angoville-en-Saire en Vrasville op in de gemeente in een fusion-association. Dit hield in dat plaatsen als commune associée nog enige mate van zelfstandigheid behielden. Deze status verviel toen op 1 januari 2016 Cosqueville een commune déléguée werd van de op die datum gevormde commune nouvelle Vicq-sur-Mer. Ook die status werd uiteindelijk op 15 maart 2020 opgeheven.

## Geografie
De oppervlakte van Cosqueville bedraagt 10,9 km², de bevolkingsdichtheid is 45,0 inwoners per km².
De onderstaande kaart toont de ligging van Cosqueville met de belangrijkste infrastructuur en aangrenzende gemeenten.

## Demografie
Onderstaande figuur toont het verloop van het inwonertal.
Angoville-en-Saire · Cosqueville · Gouberville · Néville-sur-Mer · Réthoville · Vrasville